# Aristias adrogans
Aristias adrogans är en kräftdjursart som beskrevs av J. L. Barnard 1964. Aristias adrogans ingår i släktet Aristias och familjen Aristiidae. Inga underarter finns listade i Catalogue of Life.